# Hanna Lussnigg
Johanna “Hanna” Lussnigg (* 17. Oktober 1913 in Graz, Österreich-Ungarn; † 6. August 2006 in Lieboch, Österreich) war eine österreichische Sängerin und Schauspielerin bei Bühne und Film.

## Leben und Wirken
Die gebürtige Grazerin sammelte bereits während ihrer Schulzeit erste künstlerische Erfahrungen: Hanna Lussnigg nahm Ballettunterricht am Opernhaus ihrer Heimatstadt und wenig später auch Schauspielunterricht bei Lori Weiser. Sie zeigte bald ein Gesangstalent und nahm daraufhin Unterricht bei Professor Enzo di Stani in Rom. Zu dieser Zeit wurde Lussnigg von einer italienischen Filmproduktionsfirma als Tänzerin und Schauspielerin verpflichtet. Wieder nach Graz heimgekehrt, trat sie zur Spielzeit 1932/33 am Opernhaus ihr erstes Festengagement als Tänzerin und als zweite Operettensängerin an. Zwei Jahre darauf erhielt Hanna Lussnigg ihre erste (noch winzige) Filmrolle in der österreichischen Produktion „Karneval der Liebe“. Von 1934 bis 1936 folgten Verpflichtungen an niederländische (in Den Haag 1934/35) und deutsche (in Memel 1935/36) Spielstätten, ehe sie sich anschließend in Berlin niederließ.
Da die Künstlerin problemlos in die Reichsrundfunkkammer, Reichstheaterkammer und Reichsfilmkammer aufgenommen wurde, konnte sie auch bis 1945 in allen drei Bereichen auftreten. An Berliner Sendern war sie allein bis 1945 in über einhundert Sendungen zu hören. Die Bühnendarstellerin Hanna Lussnigg spielte bis 1942 in der Reichshauptstadt sukzessive im Fach der Salondame am Theater in der Behrenstraße, im Kabarett der Komiker und am Rose-Theater und trat an diesen Spielstätten auch als erste Operettensängerin auf. Zeitgleich (in den ausgehenden 1930er Jahren) verfolgte sie eine wenig ergiebige Tätigkeit beim deutschen Film. 1942 ging Hanna Lussnigg auf ihre erste Wehrmachtsbetereuungstournee, die sie nach Frankreich führte, während eine zweite 1944 sie an die italienische Front brachte. Zuvor bzw. zwischendurch unternahm Lussnigg auch Konzertreisen nach Stuttgart, Saarbrücken, München, Oldenburg und erneut Berlin. Bei Kriegsende kehrte Hanna Lussnigg heim nach Graz, wo sie am unmittelbar darauf, am 25. Mai 1945, ein Engagement an den dortigen Städtischen Bühnen antrat. Dieser wichtigsten Spielstätte ihrer Heimatstadt blieb die Künstlerin bis zu ihrem Ausscheiden treu.
In Graz feierte Hanna Lussnigg Triumphe sowohl in österreichischen Stückeklassikern (nach Ferdinand Raimund und Johann Nepomuk Nestroy) als auch in deutschen (nach Johann Wolfgang von Goethe, Friedrich Schiller, Gerhart Hauptmann und Gotthold Ephraim Lessing) und internationalen Stücken (nach Thornton Wilder, Elmer Rice, Jean Giraudoux). Zu ihren wichtigsten Partien nach 1945 zählten die Kunigunde von Thurneck in „Das Kätchen von Heilbronn“, die Lady Milford in „Kabale und Liebe“, die Elga im gleichnamigen Hauptmann-Stück, die Rosa in „Der Verschwender“, die Frau von Schleies in „Der Zerrissene“, die Titelpartie in dem Lustspiel „Meine Nichte Susanne“, die Kassandra in „Der trojanische Krieg findet nicht statt“, die Sittah in „Nathan der Weise“, die Frau Sibba in „Unsere kleine Stadt“ und die Rösselwirtin in dem Singspiel-Evergreen „Im Weißen Rössl“. Auch in Klassikern der deutschen Hochkultur war Hanna Lussnigg zu sehen, etwa als Marthe Schwertlein in Goethes „Faust“ und als Polly Peachum in Weills/Brechts „Die Dreigroschenoper“. Ab 1945 wirkte die vielseitige Künstlerin auch in Hörfunksendungen des Grazer Rundfunks mit. Außerdem machte sich die Grazerin einen Namen als Lehrerin für Sprecherziehung und klassischen Schauspielunterricht. In den 1970er Jahren nahm sie sporadisch ihre Arbeit vor der (Fernseh-)Kamera wieder auf.
Hanna Lussnigg war außerdem in sozialen Bereichen aktiv. In Sorge um betagte Kollegen rief sie 1966 den Verein „Künstler helfen Künstlern“ in der Steiermark ins Leben und übernahm deren Vorsitz mehr als 20 Jahre lang. Für ihre Lebensleistungen wurde Lussnigg das Silberne Ehrenzeichen des Landes Steiermark verliehen. 1986 zeichnete sie der damalige österreichische Bundespräsident mit dem Silbernen Ehrenzeichen für Verdienste um die Republik Österreich aus.

## Filmografie
bis 1945 Kinofilme, nach 1945 Fernsehfilme
- 1934: Karneval und Liebe
- 1938: Pour le Mérite
- 1939: Hallo Janine
- 1939: Eine Frau wie Du
- 1939: Zwölf Minuten nach Zwölf
- 1939: Opernball
- 1972: Komödie der Eitelkeit
- 1976: Ein Badeunfall
- 1977: Glückssachen
- 1979: Der tollste Tag
- 1984: Die Försterbuben